# Taktisches Luftwaffengeschwader 73 „Steinhoff“
Das Taktische Luftwaffengeschwader 73 „Steinhoff“ (TaktLwG 73 „S“), bis 30. September 2013 Jagdgeschwader 73 „Steinhoff“ (JG 73 „S“), ist eines von vier Eurofighter-Geschwadern der deutschen Luftwaffe. Es erhielt als erstes Geschwader der Bundeswehr 2004 den Eurofighter als neues Flugzeugmuster und ist für die Durchführung der lehrgangsgebundenen Ausbildung der deutschen und österreichischen Flugzeugführer auf diesem Muster verantwortlich. Stationiert ist das TaktLwG 73 „S“ auf dem Fliegerhorst Laage südlich von Rostock.
Seit 1997 trägt es als Traditionsname den Familiennamen des Luftwaffengenerals Johannes Steinhoff.

## Auftrag
Der Hauptauftrag des Verbandes ist die Ausbildung aller Eurofighter-Piloten der Luftwaffe. Außerdem werden im Rahmen eines Kooperationsvertrages mit der Republik Österreich die österreichischen Eurofighter-Piloten in Laage ausgebildet.

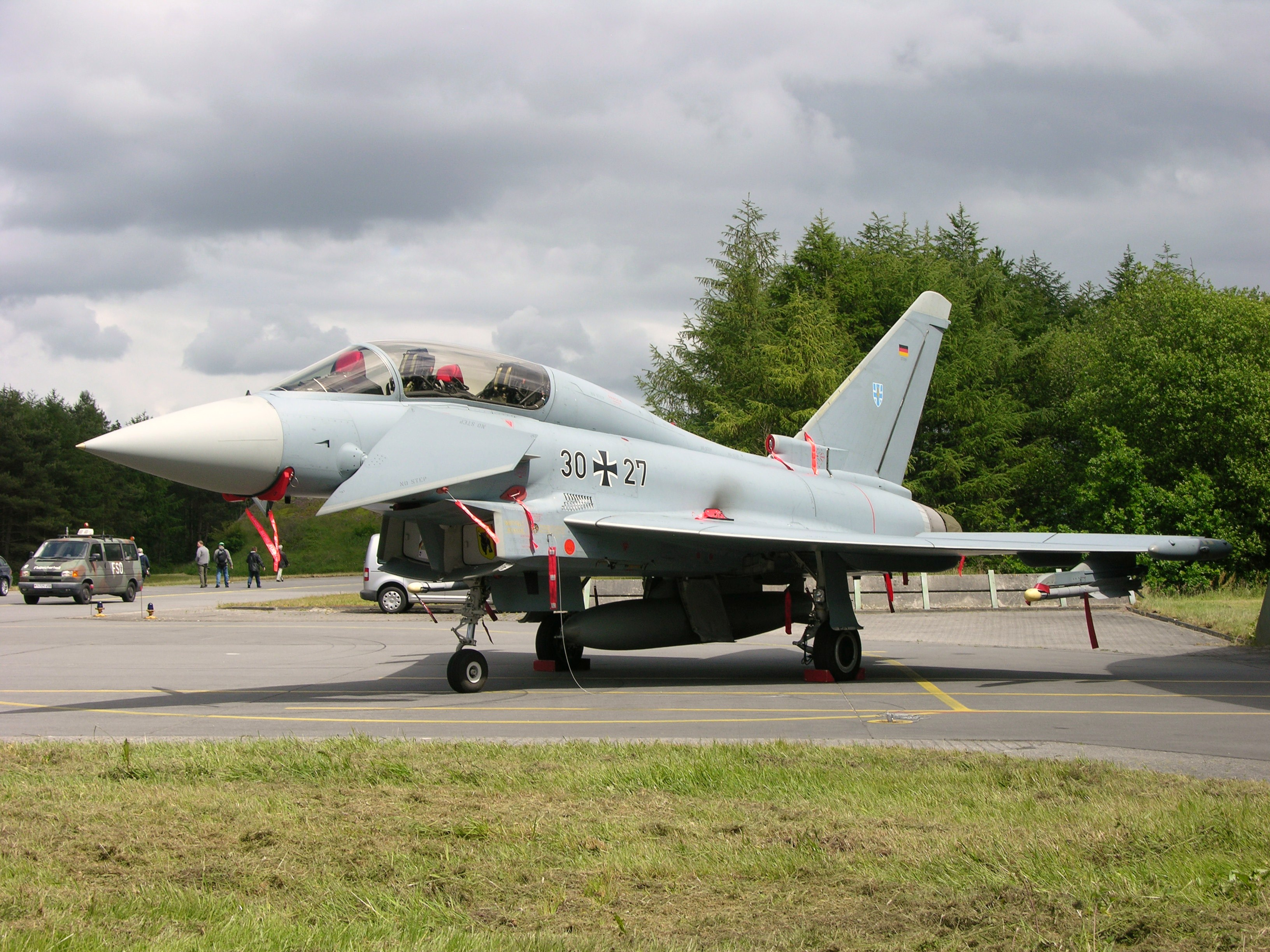
Ein zweisitziger Eurofighter des JG 73 in Laage

## Geschichte
Das Jagdgeschwader 73 wurde am 1. Dezember 1959 auf dem Fliegerhorst Oldenburg aufgestellt und mit dem Flugzeugmuster Canadair CL-13B Sabre Mk 6 ausgerüstet. 1961 wurde der Verband auf den Fliegerhorst Pferdsfeld in Rheinland-Pfalz verlegt, zum 1. Oktober 1964 erfolgte die Umgliederung und Umbenennung des JG 73 in Jagdbombergeschwader 42 und die Umrüstung auf das Kampfflugzeug Fiat G.91. 1967 erfolgte die Umbenennung in Leichtes Kampfgeschwader 42 und 1975 mit der Einführung der F-4F in Jagdbombergeschwader 35. In der Regel unterstanden dem Geschwader während des Kalten Krieges zwei fliegende Kampfflugzeugstaffeln.
Das Jagdgeschwader 73 in Laage ging aus der Zusammenlegung des Jagdbombergeschwader 35 aus Pferdsfeld und des Erprobungsgeschwaders MiG-29, dem Nachfolger des Jagdfliegergeschwader 3 „Wladimir Komarow“ der NVA in Preschen (Brandenburg), hervor.
Eine Besonderheit stellte die 1. Staffel mit ihren als einzige Kampfjets von der NVA übernommenen 24 MiG-29 „Fulcrum“ dar. Ursprünglich waren sie beim JG-3 der NVA auf dem Flugplatz Preschen in der Lausitz stationiert. Dieses wurde 1991 in Erprobungsgeschwader MiG-29 und am 31. Mai 1993 in 1./Jagdgeschwader 73 umbenannt und zum 1. Oktober 1994 nach Laage verlegt.
Die deutschen MiG-29 waren bis zur NATO-Osterweiterung die einzigen Kampfflugzeuge des ehemaligen Warschauer Pakt in der NATO und in Manövern mit den Bündnispartnern beliebte „Gegner“ zu Übungszwecken. Zu diesem Zweck verlegten sie mehrmals u. a. bis in die USA, insbesondere auf die Nellis AFB bei Las Vegas. Mit Einführung des Eurofighter-Flugbetriebs wurden insgesamt 22 MiG-29 an die polnischen Luftstreitkräfte abgegeben. Eine Maschine war 1996 abgestürzt, eine andere wurde an das Luftwaffenmuseum der Bundeswehr in Berlin-Gatow übergeben.
Die 2. Staffel flog bis zur Außerdienststellung im April 2002 die vom Jagdbombergeschwader 35 übernommenen McDonnell Douglas F-4F Phantom II, die 1997 von Pferdsfeld nach Laage verlegt wurden. In Laage wurde das Jagdgeschwader 73 am 18. September 1997 mit der Verleihung des Traditionsnamens „Steinhoff“ noch einmal offiziell in Dienst gestellt. Namensgeber war der frühere Inspekteur der Luftwaffe und General Johannes Steinhoff.
Die letzten neun MiG-29 des Jagdgeschwader 73 „Steinhoff“ landeten am 4. August 2004 in Bydgoszcz, wo sie zunächst auf die Bedürfnisse der polnischen Luftwaffe umgerüstet und zum Teil generalüberholt wurden. Neuer Stützpunkt der Maschinen ist das 41. ELT in Malbork. Seit dem 30. April 2004 wird beim JG 73 „S“ der Eurofighter geflogen.
Zur Unterstützung der Eurofighter-Vermarktung bei der indischen Luftfahrtschau „AERO INDIA 2009“ wurden vom 4. bis zum 16. Februar 2009 drei Eurofighter des Geschwaders, unterstützt durch ein Tankflugzeug vom Typ Airbus A310 MRTT und 70 Soldaten, zum Luftwaffenstützpunkt Yelahanka bei Bangalore verlegt. Einen Zwischenstopp gab es auf dem Flughafen Riad in Saudi-Arabien.
Im Rahmen der Neuausrichtung der Bundeswehr wurde zum 1. Oktober 2013 das Jagdgeschwader 73 „S“ (JG 73 „S“) in Taktisches Luftwaffengeschwader 73 „S“ (TaktLwG 73 „S“) umbenannt.
Am 24. Juni 2019 gegen 14 Uhr stürzten zwei der Flugzeuge des Geschwaders des Typs „Eurofighter Typhoon“ nach einer Kollision nördlich des Fleesensees in Mecklenburg-Vorpommern ab. Beide Piloten nutzten ihren Schleudersitz. Einer der beiden Soldaten konnte lebendig in einer Baumkrone, der andere nur tot aufgefunden werden. Ein Flugzeug ging nahe dem Ort Silz in einem Waldstück, das andere südlich der Ortschaft Nossentiner Hütte nieder. Beide Maschinen waren unbewaffnet und mit einem dritten Eurofighter an einer Luftkampfübung beteiligt. Laut Staatsanwaltschaft, die die Ermittlungen im November 2020 einstellte, habe der verstorbene Pilot durch nicht eingehaltene Abstände den Unfall verursacht.

## Gliederung
- Stab TaktLwG 73
  - Fliegende Gruppe (FlgGrp TaktLwG 73)
  - Technische Gruppe (TGrp TaktLwG 73)

## Kommodore
| Nr. | Name                         | Beginn der Amtszeit | Ende der Amtszeit  |
| --- | ---------------------------- | ------------------- | ------------------ |
| 1.  | Oberst Manfred Menge         | 1. Juni 1993        | 30. September 1994 |
| 2.  | Oberst Klaus-Peter Stieglitz | 1. Oktober 1994     | März 1995          |
| 3.  | Oberst Reinhard Mack         | März 1995           | 1998               |
| 4.  | Oberst Knut Rütze            | 1999                | 2001               |
| 5.  | Oberst Peter Hauser          | 2001                | Mai 2004           |
| 6.  | Oberst Günter Katz           | Mai 2004            | 2007               |
| 7.  | Oberst Andreas Schick        | 2007                | 5. August 2010     |
| 8.  | Oberst Markus Krammel        | 5. August 2010      | 10. Oktober 2012   |
| 9.  | Oberst Bernhard Teicke       | 10. Oktober 2012    | 28. Juni 2016      |
| 10. | Oberst Gero von Fritschen    | 28. Juni 2016       | 23. September 2019 |
| 11. | Oberst Joachim Kaschke       | 23. September 2019  | 9. Januar 2023     |
| 12. | Oberst Gerd Schnell          | 9. Januar 2023      |                    |

## Eingesetzte Luftfahrzeugmuster
- Canadair CL-13B Sabre Mk 6
- Lockheed T-33 T-Bird
- Focke-Wulf P-149D
- Dornier Do 27
- Dornier Do 28
- Fiat G.91
- McDonnell Douglas F-4F Phantom II
- Mikojan-Gurewitsch MiG-29 Fulcrum-A
- Eurofighter Typhoon

## Weitere Jagdgeschwader der Luftwaffe
- Taktisches Luftwaffengeschwader 71 „Richthofen“
- Jagdgeschwader 72 „Westfalen“ (seit Januar 2000 außer Dienst)
- Taktisches Luftwaffengeschwader 74
- Jagdgeschwader 75 (1. Oktober 1960 bis 1. Mai 1961)

## Fotos

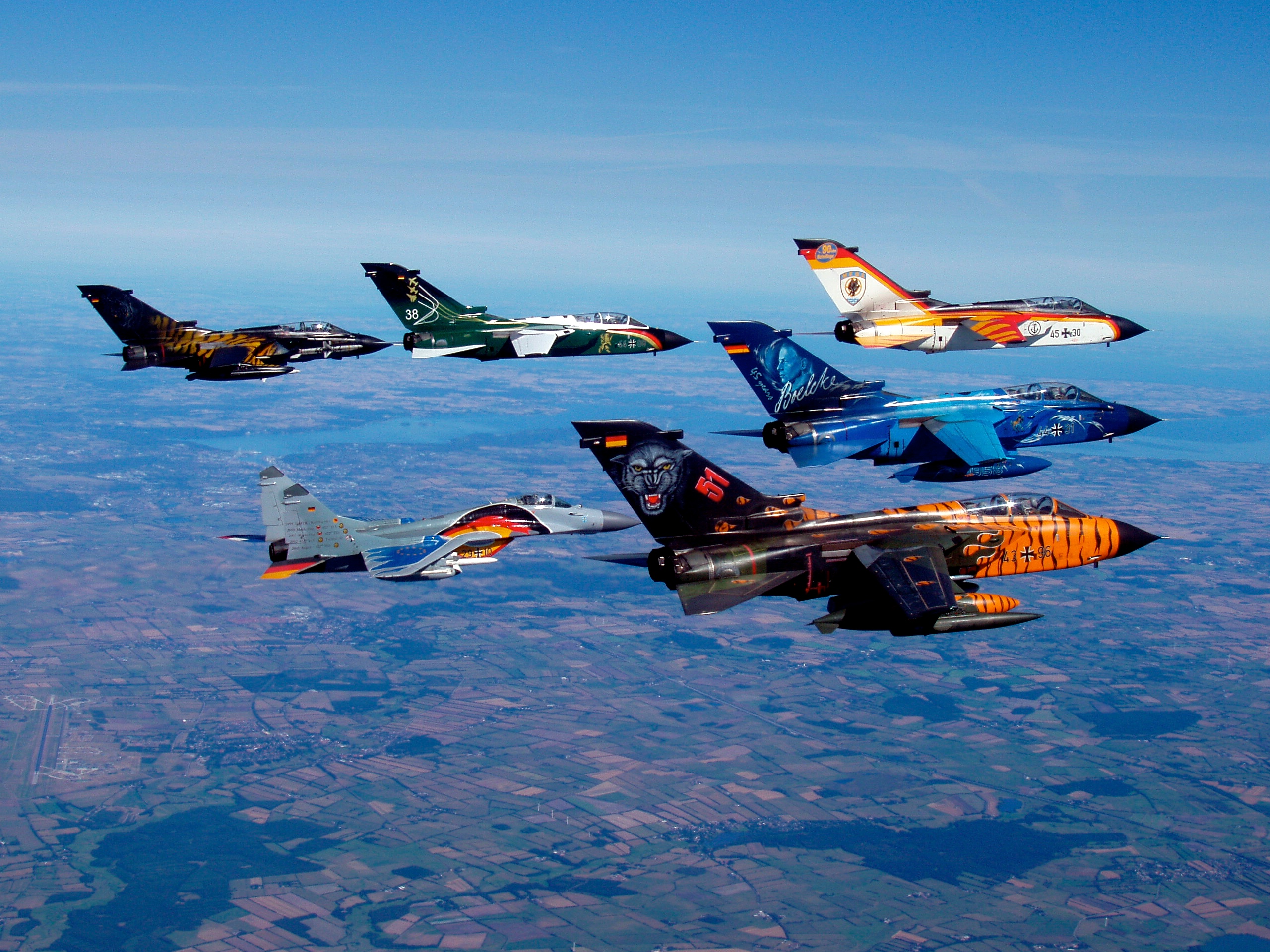
Fünf Panavia Tornado der deutschen Luftwaffe und eine Mikojan-Gurewitsch MiG-29 im Jahr 2003
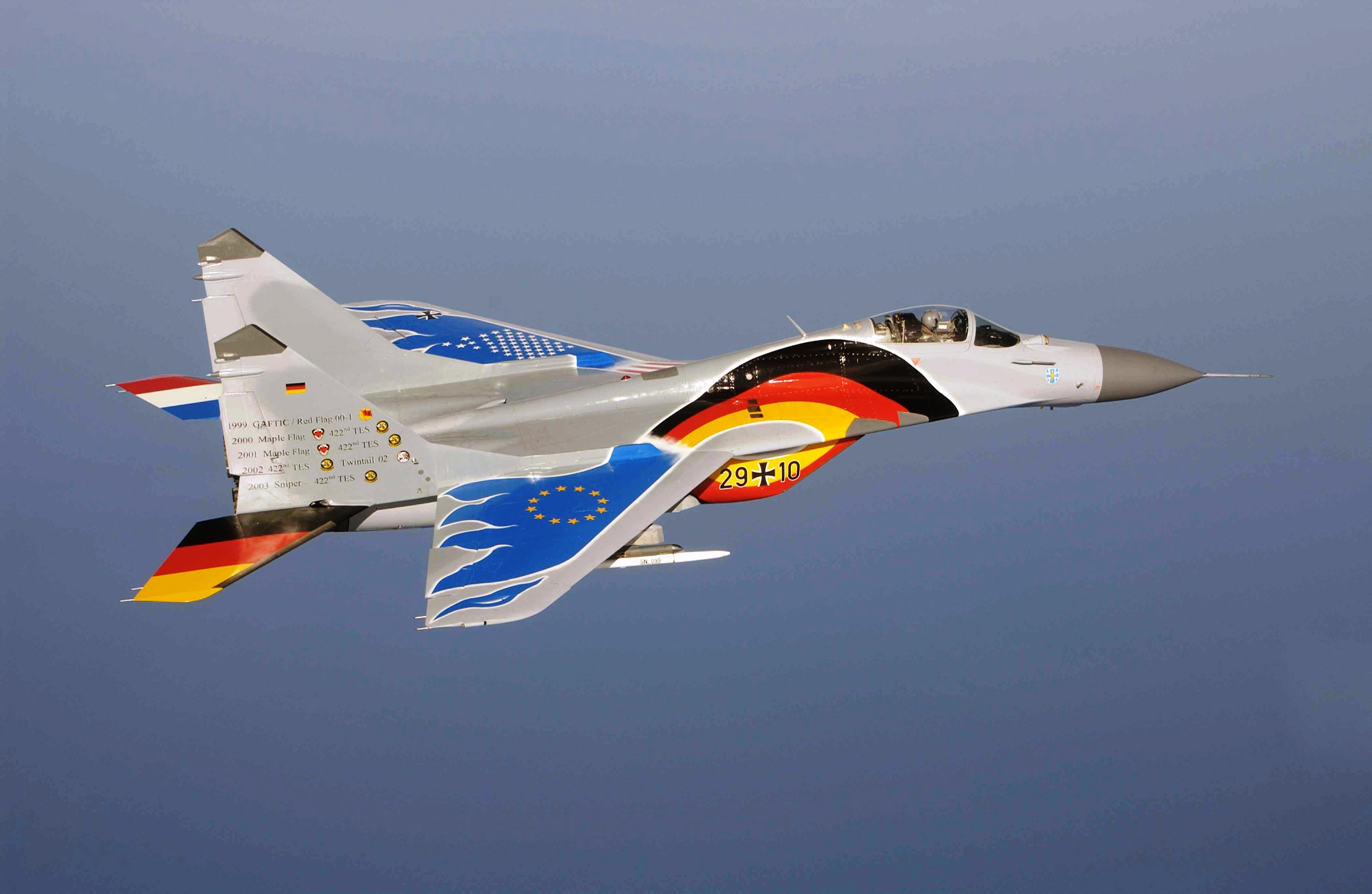
MiG-29 mit Sonderlackierung
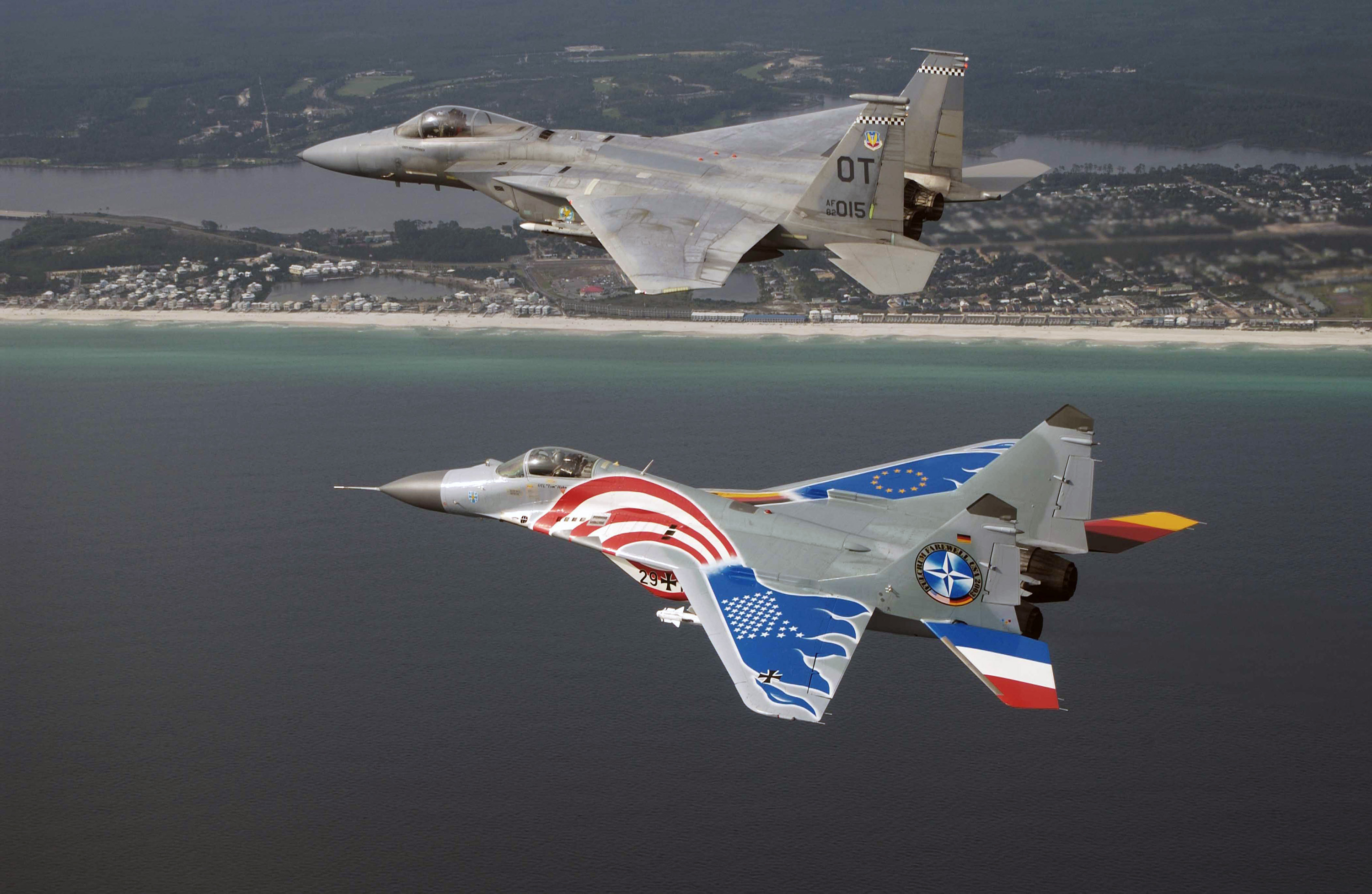
MiG-29 zusammen mit einer amerikanischen F-15C
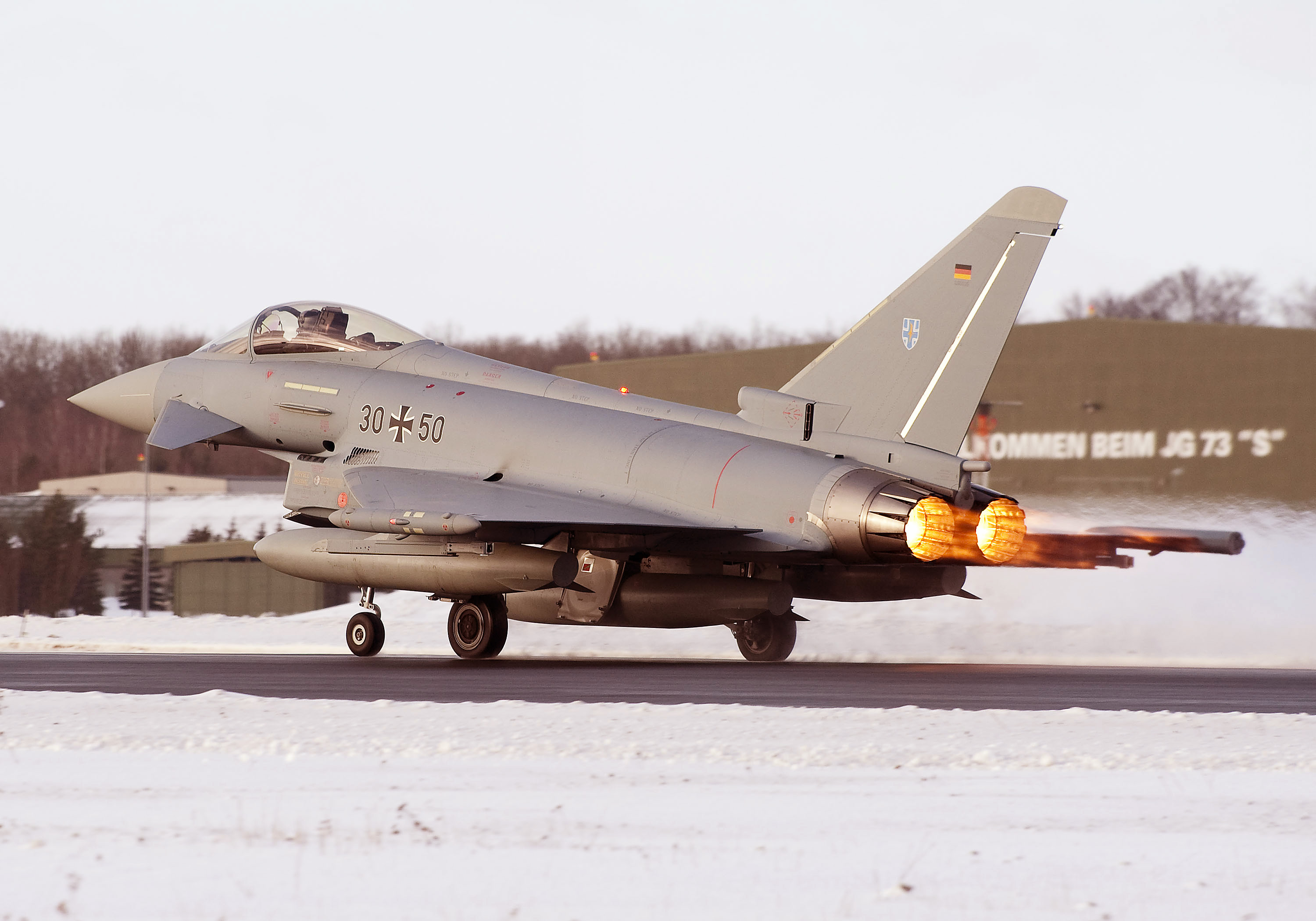
Eurofighter beim Start